# Alkalien (geologie)

IUGS-classificatie van afanitische stollingsgesteenten naar massapercentages alkali-oxide en silica. Alkaliene series bevinden zich in het blauwe gebied, subalkaliene series in het gele.

Alkalien, alkaliene serie, alkalisch of alkalische serie (Engels: alkaline/alcalic (series)) kan in de geologie verwijzen naar een stollingsgesteente, magma of lava dat relatief veel alkalimetalen (in de praktijk met name natrium en kalium) bevat ten opzichte van silica (siliciumoxide). Een duidelijke definitie van de scheidslijn tussen de alkaliene serie en de subalkaliene series (samenstellingen met meer silica ten opzichte van alkalimetalen) is niet onomstreden vastgelegd.

## Eigenschappen
Alkaliene stollingsgesteenten bestaan uit mineralen die bij de hoge concentraties alkali's en lage concentratie silica stabiel zijn. Omdat alkaliene gesteenten over het algemeen onderverzadigd zijn in silica, bevatten ze vaak veldspatoïden (nefelien, leuciet), kaliveldspaat, alkali-rijke amfibolen en clinopyroxenen, biotiet of olivijn. Kwarts en orthopyroxeen komen over het algemeen niet voor in alkaliene gesteenten.

## Naam
De naamgeving binnen de alkaliene series is aan het eind van de 20e eeuw door de IUGS vastgelegd. Gesteenten met zeer weinig silica (ultramafisch) worden foïdiet, nefeliniet of melilitiet genoemd. Tefriet (mafisch) en fonoliet (intermediair) zijn ten opzichte van alkalimetalen iets rijker in silica. Trachiet, monzoniet en syeniet zijn felsische gesteenten met relatief hoge concentraties alkalimetalen ten opzichte van silica.

## Voorkomen
Alkaliene gesteenten komen minder voor dan subalkaliene gesteenten. Al in het begin van de 20e eeuw ontdekten geologen dat ze relatief vaak voorkomen in het gebied rond de Grote Oceaan (Engels: Pacific), daarom werden ze ook wel "Pacifische gesteenten" genoemd, in tegenstelling tot "Atlantische gesteenten", die vaker tot de subalkaliene series behoren. Omdat in die tijd de theorie van platentektoniek onbekend was, had men hiervoor geen verklaring.
Tegenwoordig weet men dat magma dat in een subductiezone vormt door partieel smelten een alkaliene samenstelling kan krijgen als het door een dikke, continentale lithosfeer reist. Door assimilatie van het gesteente waarin het magma intrudeert, kan het verrijkt worden in alkalimetalen.